# Stonham Aspal
Stonham Aspal is een civil parish in het bestuurlijke gebied Mid Suffolk, in het Engelse graafschap Suffolk met 601 inwoners.

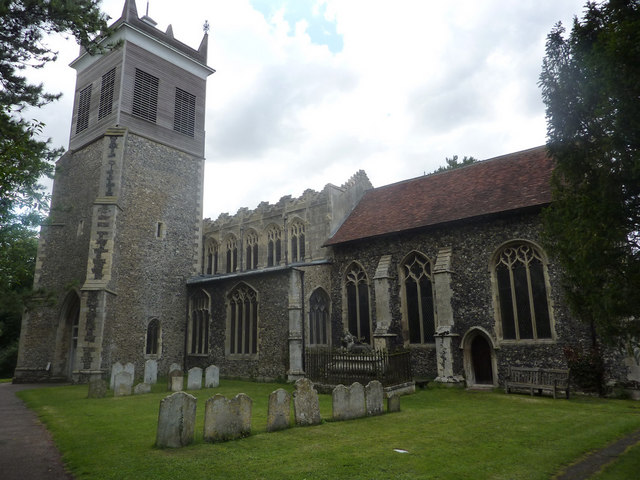
Kerk van St Mary en St Lambert
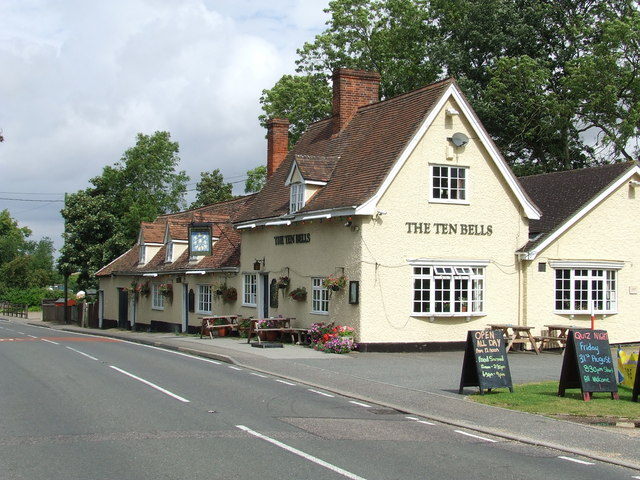
"The Ten Bells"